# Centelles (ort)
Centelles är en ort i Spanien.   Den ligger i provinsen Província de Barcelona och regionen Katalonien, i den östra delen av landet, 500 km öster om huvudstaden Madrid. Centelles ligger 466 meter över havet och antalet invånare är 6 493.
Terrängen runt Centelles är huvudsakligen kuperad. Centelles ligger nere i en dal. Runt Centelles är det ganska tätbefolkat, med 86 invånare per kvadratkilometer. Närmaste större samhälle är Vic, 15,0 km norr om Centelles. I omgivningarna runt Centelles växer i huvudsak blandskog.